# تقع
تُقَع (الاسم العلمي Chelmon)، جنس أسماك بحرية من فصيلة السحليات. أنواعه المعروفة ثلاثة جميعها صغيرة القد، مستديرة الشكل، مبططة الجسم. أخطامها بارزة كالمناقيد. زعانفها الظهرية والشرجية مثلثة الشكل كبيرة القد. أثوابها متراكبة الألوان الزاهية يعلوها تخطيط مستعرض أزرق أو أسود. اعطانها بحار البلاد الحارة تكثر في بحار الهند وولاية البحر الأحمر وكذلك في غرب المحيط الهادي. تعيش قرب الشواطئ الحشفة.

## الأنواع
هناك حاليًا ثلاث أنواع معترف بها في جنس التُقَع:
- تقع هامشي جون ريتشاردسون (عالم), 1842 – margined coralfish
- تقع مولري كارل بنيامين كلونتسنغر, 1880 – blackfin coralfish
- تقع ذو منقار (كارولوس لينيوس, 1758) – copperband butterflyfish